# Beowulf & Grendel
Beowulf & Grendel è un film del 2005 diretto da Sturla Gunnarsson.
Il film è liberamente basato sul poema epico in lingua anglosassone Beowulf.
È stato girato in inglese interamente in Islanda e diretto da Sturla Gunnarsson; vi recitano Gerard Butler nel ruolo di Beowulf, Stellan Skarsgård nel ruolo di Hrothgar, Ingvar Sigurdsson nella parte di Grendel e Sarah Polley nei panni della strega Selma.
Il film è frutto di una cooperazione fra Eurasia Motion Pictures (Canada), Spice Factory (Regno Unito), e Bjolfskvida (Islanda).
La storia narrata ha luogo durante la prima metà del VI secolo nell'odierna Danimarca, ma il film è stato girato in Islanda per il tipico paesaggio incontaminato del Paese.
Mentre parte del film rimane aderente al soggetto originale del poema, altri elementi della trama deviano dall'epico racconto (sono introdotti tre nuovi personaggi, il padre di Grendel, la strega Selma e il figlio di Grendel e molti punti della trama sono sviluppati appositamente per il film).

## Trama
Nel 500 d.C. Hrothgar, re di Danimarca, è alla guida di un gruppo di guerrieri che sta dando la caccia a un gigantesco uomo selvaggio, considerato dagli abitanti locali come un troll. La preda si trova in fuga insieme al figlioletto e il sovrano, mosso a pietà, decide di risparmiare la vita al bambino dopo averne ucciso il padre. Diversi anni più tardi il piccolo, di nome Grendel, è cresciuto ed è diventato imponente come la compianta figura paterna: vive allo stato brado ed è in grado di esprimersi solo attraverso dei suoni inarticolati; per di più è in cerca di vendetta per la morte del genitore. Hrothgar scopre così che venti dei suoi migliori uomini sono stati barbaramente assassinati e comprende subito chi sia stato l'autore del massacro. In soccorso del regnante accorre il geata Beowulf, considerato un eroe per aver partecipato con successo a imprese leggendarie, il quale si mette subito sulle tracce della creatura che pur sembra ignorarlo deliberatamente.
Anche tramite l'aiuto di una misteriosa strega che vive nei pressi del villaggio, il protagonista comprenderà le reali motivazioni dietro le apparentemente efferate gesta del suo avversario.